# Klucze (gmina)
Klucze – gmina wiejska w województwie małopolskim, powiecie olkuskim. Siedzibą gminy są Klucze. Według danych na 30 czerwca 2024 roku gmina liczyła 14 399 stałych mieszkańców.
W latach 1975–1998 gmina była położona w województwie katowickim. Od 1991 r. należy do Związku Gmin Jurajskich, a od 2002 do Małopolskiej Organizacji Turystycznej.

## Środowisko naturalne
Gmina należy do największego w Polsce obszaru zjawisk krasowych, z charakterystycznymi i malowniczymi widokami skalistych wzgórz i ostańców. Można tu zaobserwować trzy typy krajobrazu: równinę, wapienny płaskowyż i doliny. Występuje tu także bogaty świat roślinny i zwierzęcy (ok. 1500 gatunków roślin, w tym liczne rzadkie i endemiczne – warzucha polska, ok. 200 gatunków ptaków, 3 tys. gatunków owadów, pospolite ssaki leśne oraz w licznych jaskiniach nietoperze).

## Położenie
Gmina Klucze leży w północno-zachodniej części województwa małopolskiego, na terenie powiatu olkuskiego, w obrębie dwóch makroregionów - Wyżyny Krakowsko-Częstochowskiej i Wyżyny Woźnicko-Wieluńskiej oraz trzech mezoregionów: Wyżyny Olkuskiej, Wyżyny Częstochowskiej i Kotliny Siewierza.

## Demografia

### Piramida wieku
(Stan na 31 grudnia 2023 roku)

## Zabytki
- modrzewiowy kościółek św. Marka w Rodakach z 1601 roku,
- barokowy kościół w Chechle z 1807 roku,
- ruiny zamku rycerskiego w Bydlinie z 1388 roku.

## Edukacja

### Przedszkola
- przedszkole im. Jasia i Małgosi w Kluczach,
- przedszkole w Bydlinie,
- przedszkole w Chechle,
- przedszkole w Jaroszowcu,
- przedszkole w Kwaśniowie Dolnym,
- przedszkole w Ryczówku.

### Szkoły podstawowe
- Szkoła Podstawowa im. Jana Pawła II w Kluczach,
- Szkoła Podstawowa im. Tadeusza Kościuszki w Chechle,
- Szkoła Podstawowa im. Leona Kruczkowskiego w Ryczówku,
- Szkoła Podstawowa im. Mikołaja Kopernika w Rodakach,
- Szkoła Podstawowa im. Unii Europejskiej w Kwaśniowie,
- Szkoła Podstawowa im. Józefa Piłsudskiego w Bydlinie,
- Szkoła Podstawowa im. Orła Białego w Jaroszowcu.

## Religie i wyznawcy
Zdecydowana większość mieszkańców należy do Kościoła rzymskokatolickiego. Przy ulicy Bolesławskiej 23 w Kluczach znajduje się zbór Kościoła Zielonoświątkowego „Samarytanin”.
Istnieją też dwa zbory Świadków Jehowy z własnymi Salami Królestwa w Kluczach i Bydlinie

## Bezpieczeństwo
Komisariat Policji podległy Komendzie Powiatowej Policji w Olkuszu, przy ul. Zawierciańskiej 18.

## Turystyka
Przez teren gminy wiedzie kilka szlaków turystycznych: pieszych, rowerowych oraz konny. Na terenie gminy znajduje się Pustynia Błędowska. Charakterystycznym produktem kulinarnym jest tu chleb jurajski.

## Sołectwa
Klucze, Bogucin Duży, Jaroszowiec, Zalesie Golczowskie, Golczowice, Cieślin, Kolbark, Bydlin, Krzywopłoty, Kwaśniów Górny, Kwaśniów Dolny, Ryczówek, Hucisko, Rodaki, Chechło.

## Sąsiednie gminy
Bolesław, Dąbrowa Górnicza, Łazy, Ogrodzieniec, Olkusz, Pilica, Wolbrom